# Свидница
Свидница (пол. Świdnica, чеш. Svídnice), Швейдниц (нем. Schweidnitz) — город в Нижнесилезском воеводстве Польши. Имеет статус повята. До административной реформы 1999 года входил в состав Валбжиского воеводства.
Свидница получила статус города в 1250 году. Входила в состав Вроцлавского княжества. К 1290 году Свидница уже имела стены и шесть ворот, развитое производство, торговлю. В конце XIV века город попал под контроль Богемии, которая была тогда частью Священной Римской империи. В 1471 году в Свиднице действовало 47 торговых гильдий, около 300 пивоварен, в городе проводились ярмарки.
В 1526 году вся Силезия, и Свидница в том числе, перешла под прямую власть Габсбургов. Тридцатилетняя война (1618—1648) опустошила окрестности и сам город. Во время Семилетней войны Свидницу занимали поочерёдно австрийские и прусские войска. По итогам Семилетней войны вошла в состав Пруссии, а впоследствии Германии. После Второй мировой войны Свидница в составе Польши.

## Достопримечательности
- Церковь мира — была внесена в 2001 году в список Всемирного наследия ЮНЕСКО.

## Персоналии
- Суарец, Карл-Готлиб (1746—1798) — юрист, государственный деятель. Член Прусской академии наук (с 1798).
- Хан, Иоганн Зигмунд (1696—1773) — немецкий медик, один из основателей гидротерапии в Германии.
- Голь, Януш — футболист.

## Галерея

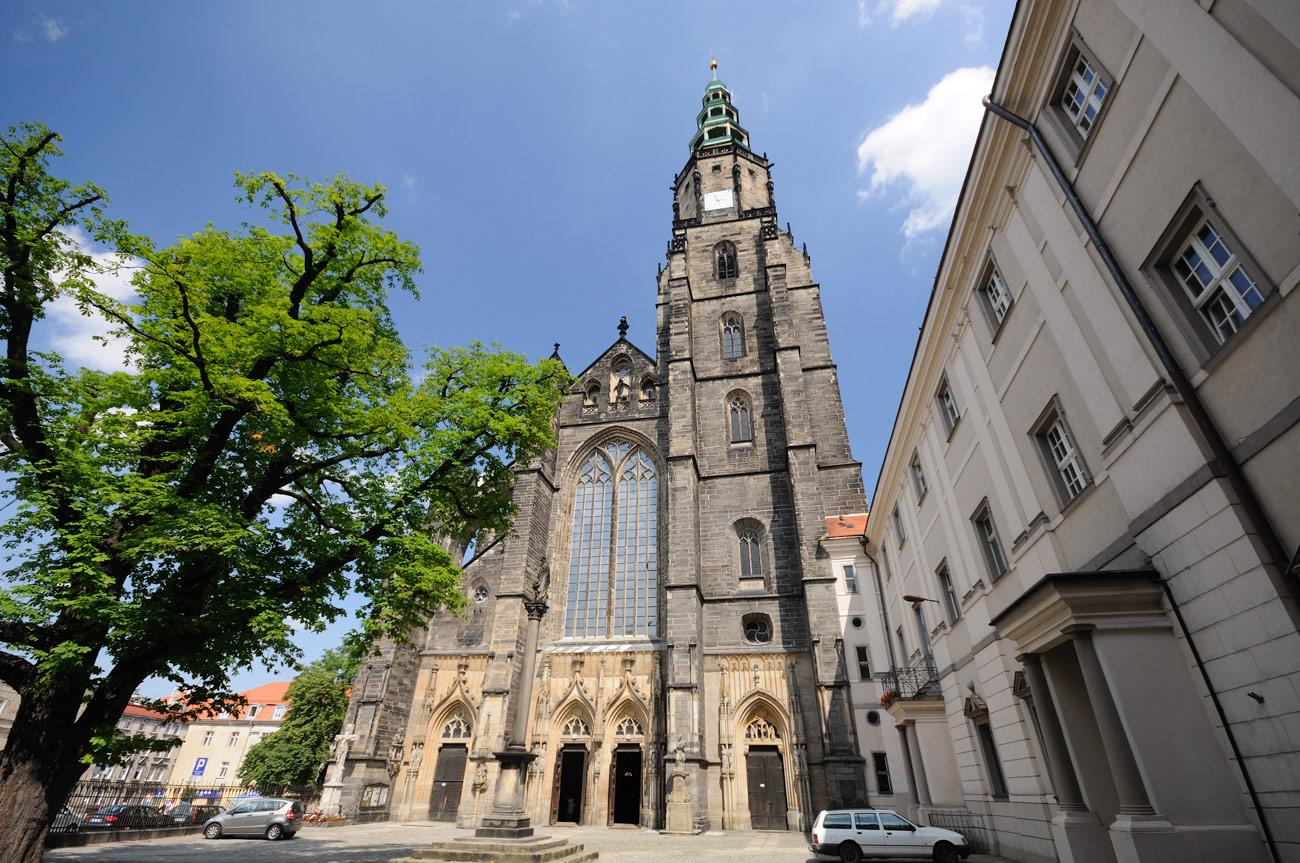
Церковь Св. Вацлава
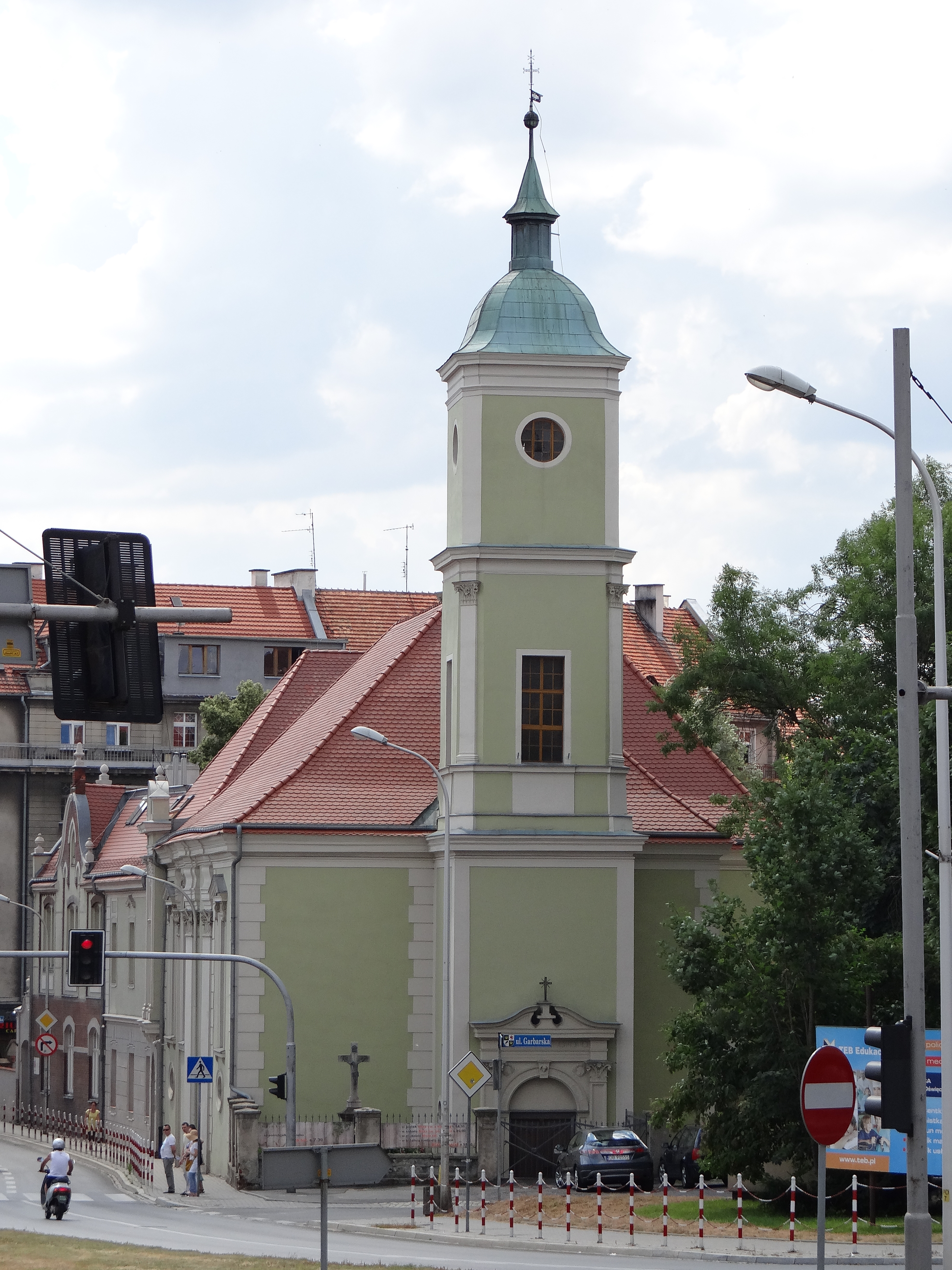
Церковь
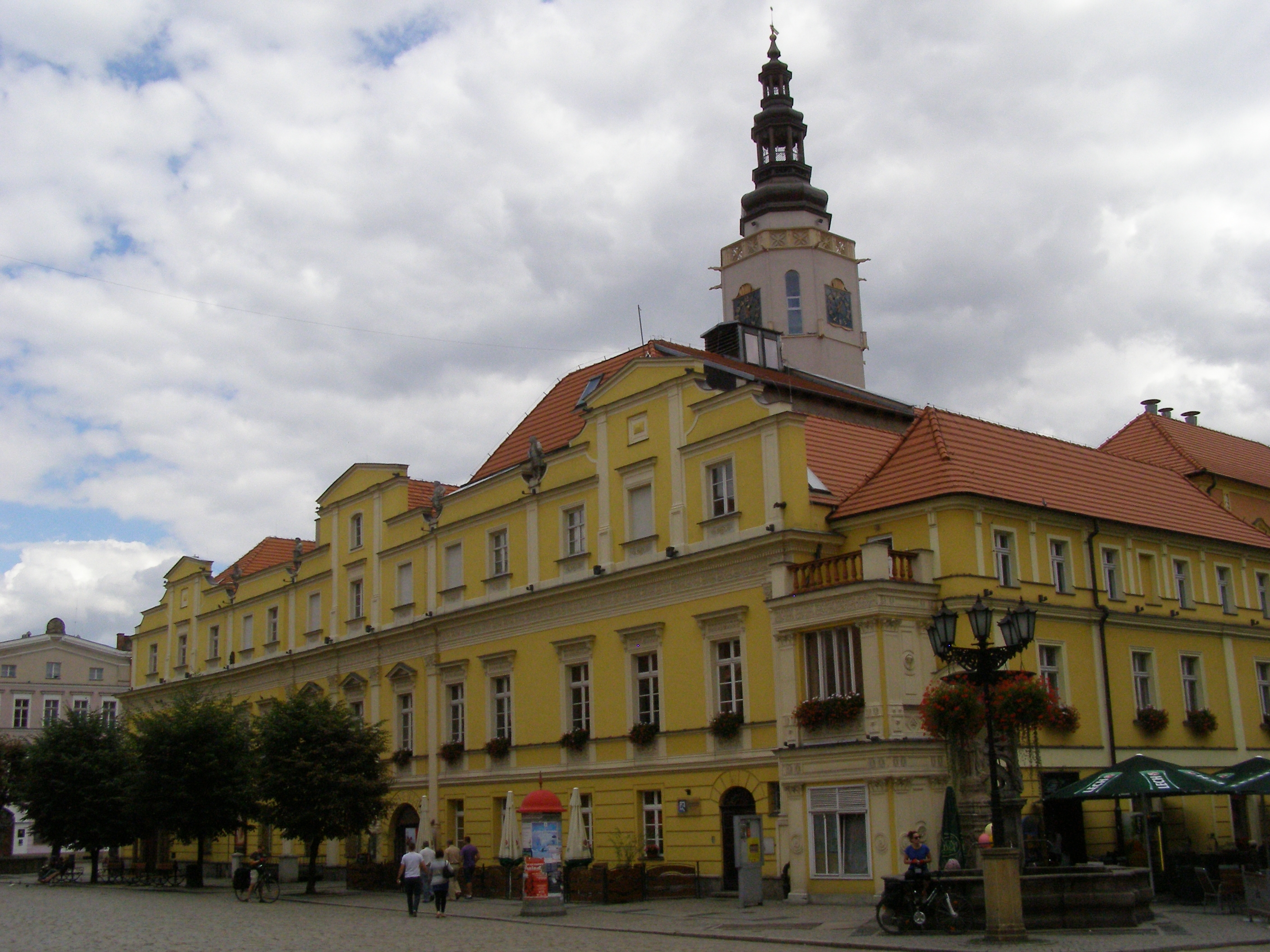
Ратуша
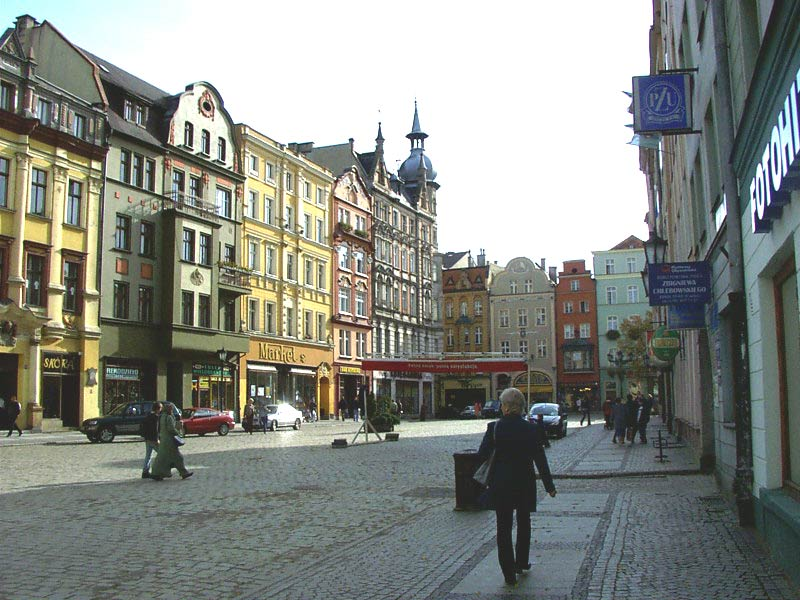
Рыночная площадь
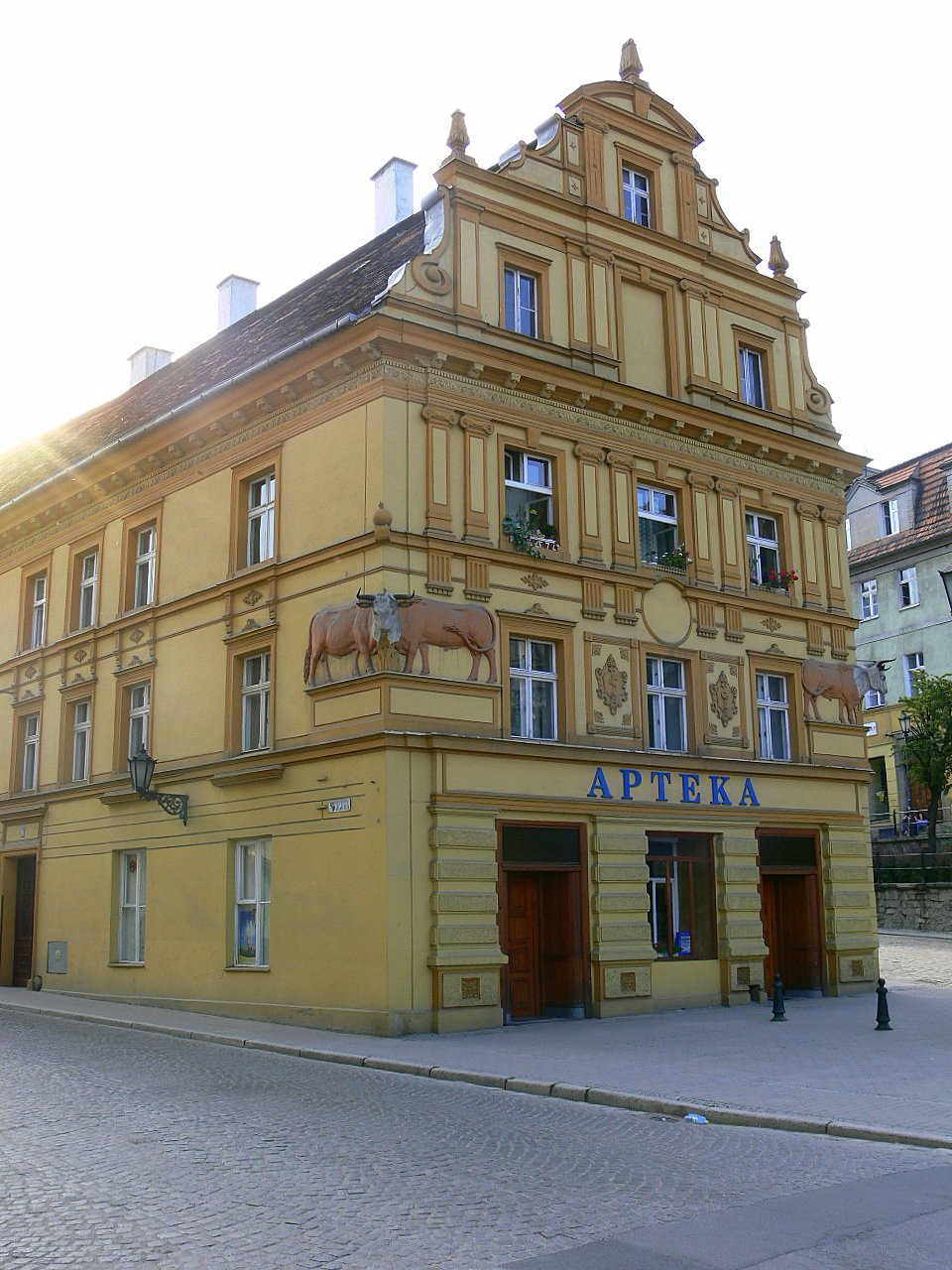
Старинный дом
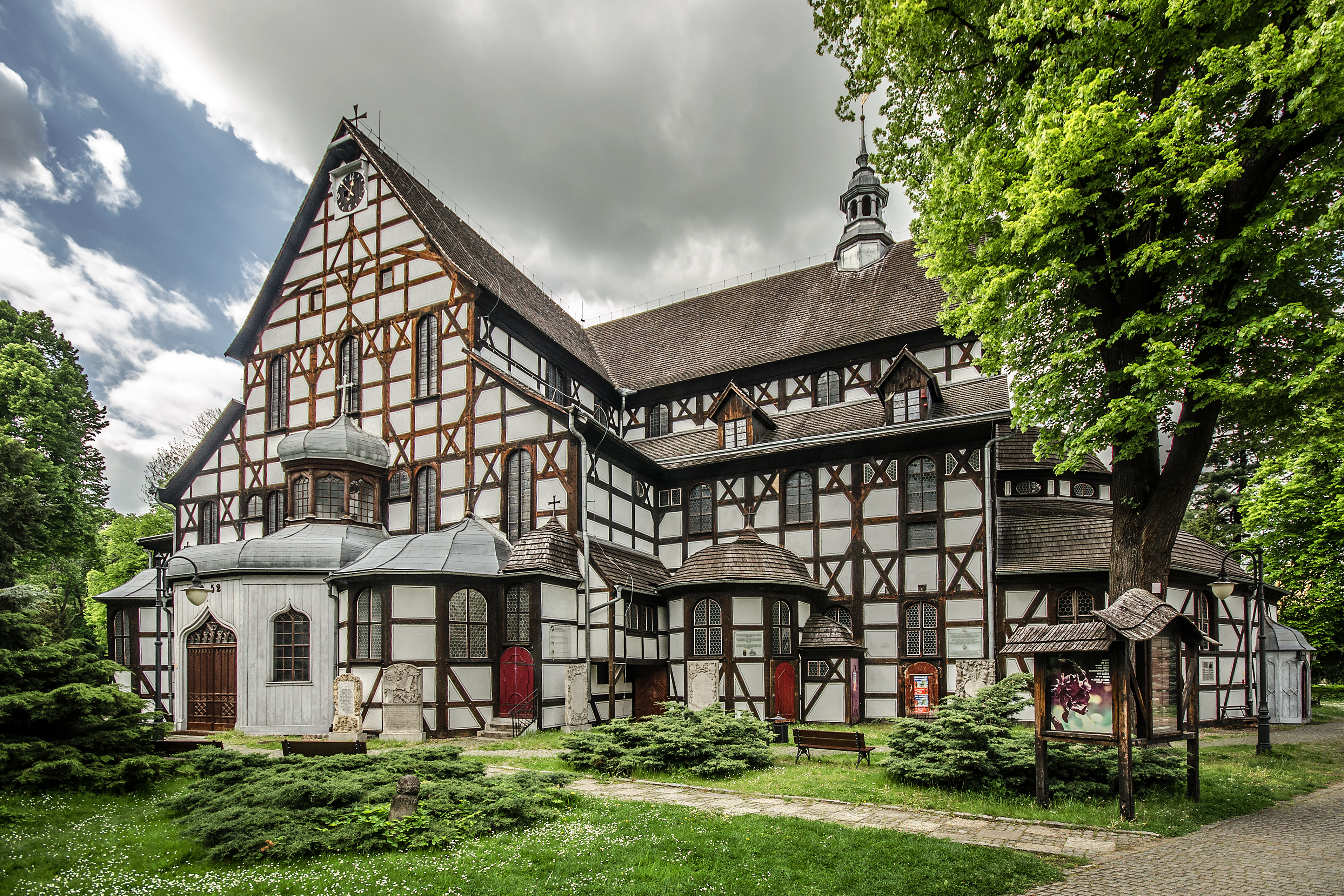
Фахверковая церковь
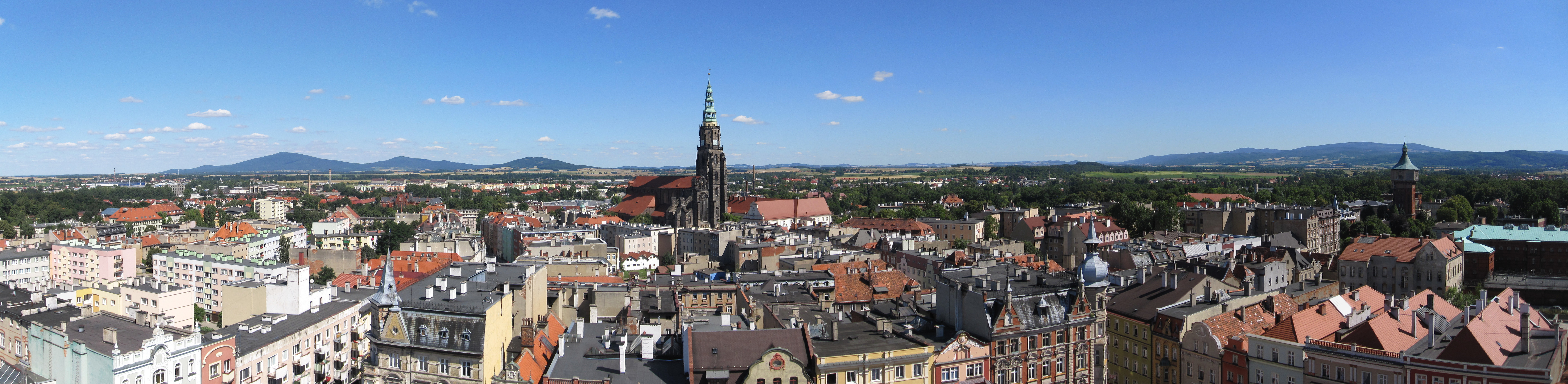
Панорама